# Фаррінгдон (станція)
51°31′14″ пн. ш. 0°06′18″ зх. д. / 51.520555555556° пн. ш. 0.105° зх. д.

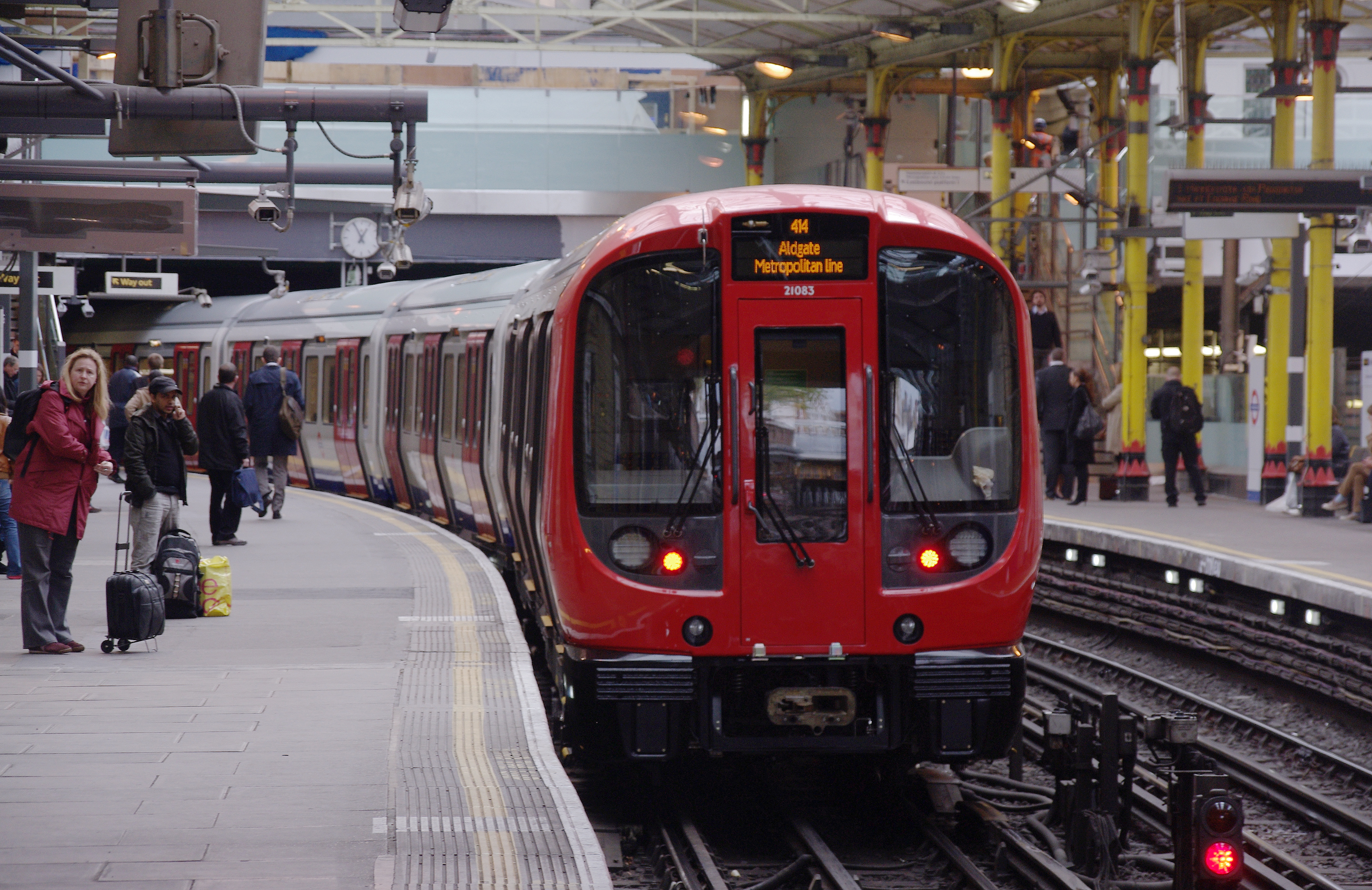
Платформа станції Фаррінгдон, Кільцева лінія

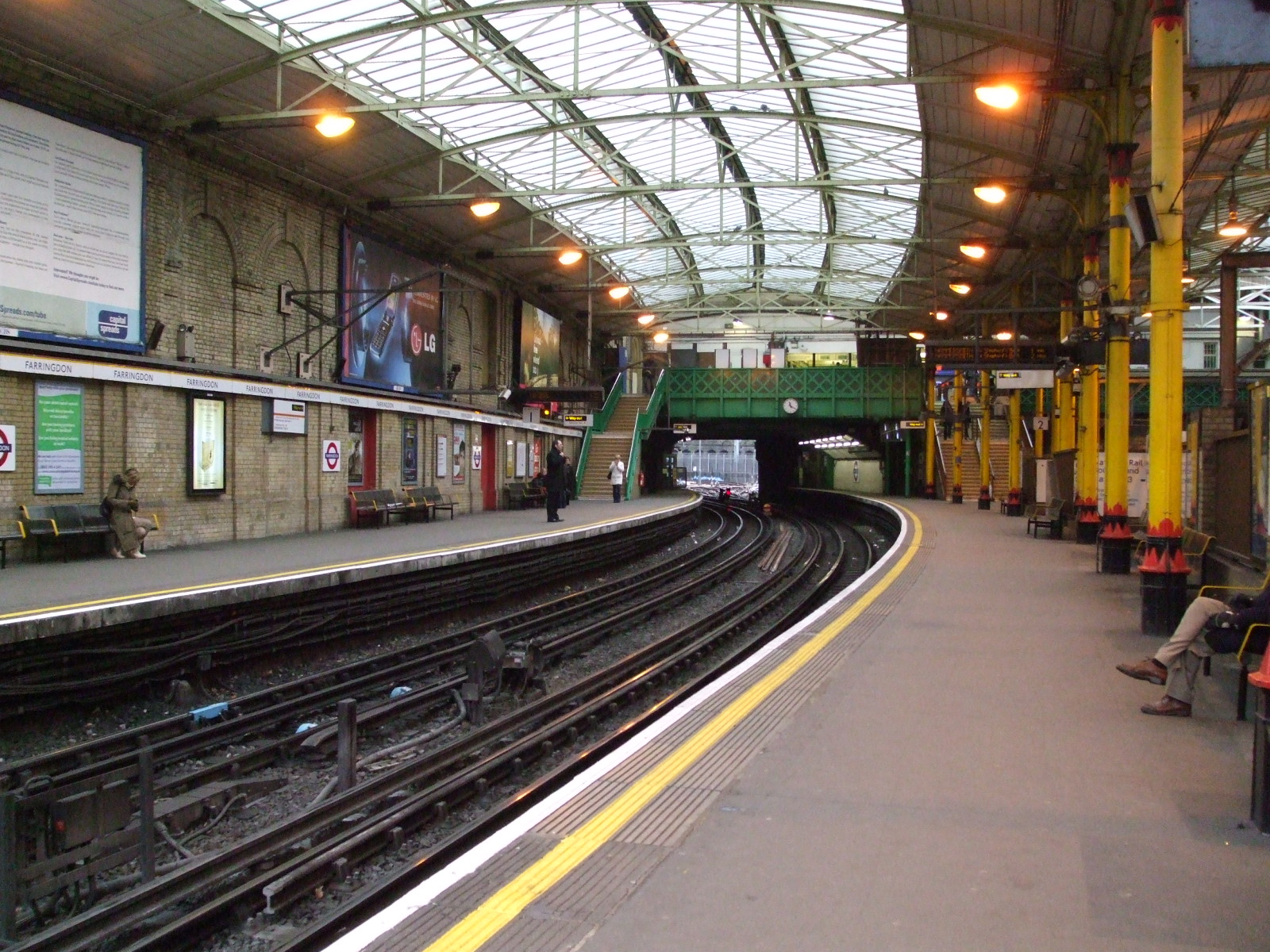
потяг лінії Метрополітен S Stock на платформі 1 прямує до метростанції Олдгейт

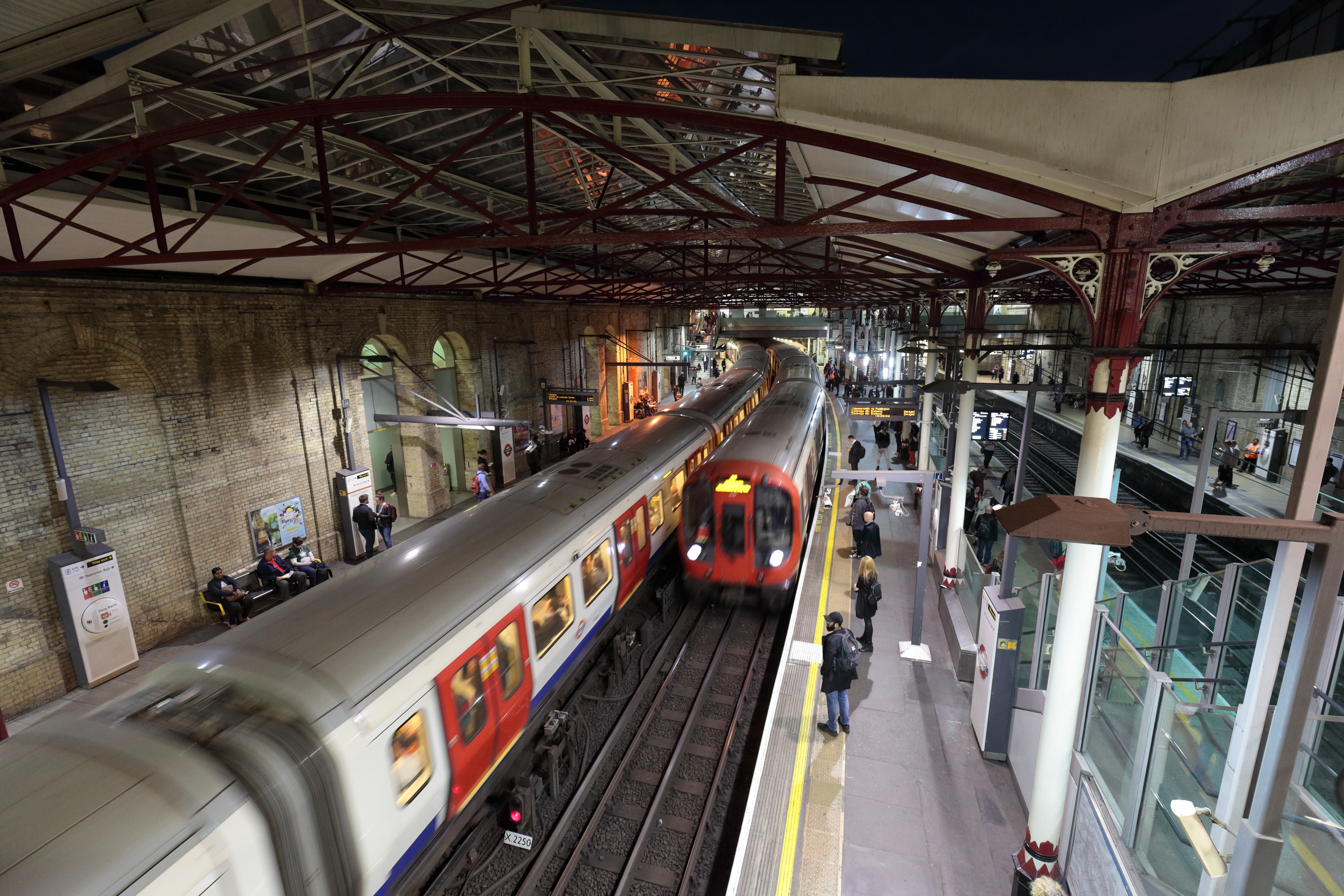
Залізничні платформи станції Фаррінгдон

Фаррінгдон (англ. Farringdon) — пересадна станція Лондонського метрополітену та залізничних маршрутів Thameslink та Elizabeth line. Розташовано у Кларкенвелл, лондонському боро належить до 1 тарифної зони. Пасажирообіг залізничної станції на 2017 рік становив 12.618 млн осіб, метростанції — 20.14 млн осіб
Метростанція обслуговує лінії Кільцева, Гаммерсміт-енд-Сіті та Метрополітен між станціями Кінгс-кросс-Сент-Панкрас та Барбікан. Залізнична станція «Фаррінгдон» є однією з найважливіших центральних станцій Лондона, яка є зупинкою на маршруті Thameslink між станціями Сент-Панкрас та Сіті-Темзлінк, але очікується збільшення пасажирообігу, коли Фаррінгдон стане провідною пересадною станцією між двома найбільшими проєктами транспортної інфраструктури що на 2019 рік будуються у місті: Crossrail та Thameslink, обидва заплановані на завершення у 2019–2020 роках.

## Історія
- 10 січня 1863 — відкриття станції у складі першої в світі лінії метрополітену — Лінії Метрополітен. Первісна назва станції — Фаррінгдон-стріт, спочатку була побудована на невеликій відстані від сьогоденного розташування.
- 23 грудня 1865 — після відкриття Лінії Метрополітен лінії до Моргейту станцію було перенесено на нинішнє місце.
- 26 січня 1922 — станція перейменована на Фаррінгдон-енд-Гай-Голборн
- 21 квітня 1936 — станція перейменована на Фаррінгдон[6]
- 1 липня 1936 — закриття вантажної станції
- 1982 — електрифікація станції
- травень 1988 — відкриття франшизи Thameslink
- 21 березня 2009 — припинення руху на Моргейт

## Пересадки
- На автобус оператора London Buses № 63, 172 та нічний маршрут N63

## Послуги
| Попередня станція                 | Лінія                                      | Лінія                           | Лінія | Наступна станція            |
| --------------------------------- | ------------------------------------------ | ------------------------------- | ----- | --------------------------- |
| Кінгс-кросс-Сент-Панкрас          |                                            | Лондонське метро Кільцева лінія |       | Барбікан                    |
| Кінгс-кросс-Сент-Панкрас          | Лондонське метро Лінія Гаммерсміт-енд-Сіті |                                 |       | Барбікан                    |
| Кінгс-кросс-Сент-Панкрас          | Лондонське метро Метрополітен              |                                 |       | Барбікан                    |
| Сент-Панкрас                      |                                            | Thameslink                      |       | Сіті-Темзлінк               |
| Тоттенгем-корт-роуд до Паддінгтон |                                            | Crossrail Elizabeth line        |       | Ліверпуль-стріт до Аббі-вуд |